# ليزلي بوش
ليزلي بوش (بالإنجليزية: Lesley Bush) هي غطاسة أمريكية، ولدت في 17 سبتمبر 1947 في أورانج ‏ في الولايات المتحدة.

## وصلات خارجية
- ليزلي بوش على موقع الاتحاد الدولي للسباحة (الإنجليزية)
- ليزلي بوش على موقع قاعة مشاهير السباحة العالمية (الإنجليزية)
- ليزلي بوش على موقع أوليمبيديا (الإنجليزية)